# Greate Wierum (windmolen)
De Greate Wierum is een poldermolen in Grotewierum nabij het Friese dorp Lutkewierum, dat in de Nederlandse gemeente Súdwest-Fryslân ligt.

## Beschrijving
De windmotor Greate Wierum, die in 1921 werd gebouwd, is met zijn vlucht van 11 meter en 30 bladen een van de grotere Friese Amerikaanse windmotoren. De molen is van het type Herkules Metallicus en staat ongeveer een kilometer ten zuiden van Lutkewierum aan de Oude Ried, halverwege de weg naar Scharnegoutum.  De windmotor is door Wetterskip Fryslân overgedragen aan de Stichting Waterschapserfgoed. De molen is maalvaardig en kan op afspraak worden bezichtigd. De Greate Wierum is een rijksmonument.